# Rhynchorhina
Rhynchorhina is een monotypisch geslacht van vissen uit de familie van de Rhinidae. Het geslacht telt maar één soort  (Rhynchorhina mauritaniensis), een zoutwatervis die alleen bekend is uit Nationaal park Banc d'Arguin.

## Soort
- Rhynchorhina mauritaniensis Séret & Naylor, 2016